# 20 × 138 мм B
Патрон 20×138 мм B или нем. Lang Solothurn — Длинный Золотурн — 20-мм патрон, использовавшийся в зенитных и противотанковых пушках периода Второй мировой войны. В обозначении патрона указаны калибр снаряда 20 мм, и длина гильзы 138 мм, литера «B» (англ. '''B'''elted Case) показывает, что гильза патрона имеет опорный буртик. Масса патрона 320 грамм.

## История
Боеприпас 20×138mmB был разработан и производился на оружейном заводе Waffenfabrik Solothurn в швейцарском Золотурне в 1930-х годах. Также производился в Германии, Швеции, Финляндии, Польше и Греции. После окончания войны в Югославии и Италии.

## Страны-эксплуатанты

### Швейцария
- противотанковые ружья: S-18/1000 и S-18/1100

### Германия
- зенитные орудия FlaK 30, FlaK 38, 2 cm Flakvierling 38 и 2 cm Gebirgsflak 38[англ.]
- танковые пушки KwK 30 и KwK 38
- MG C/30L авиационная пушка

### Италия
- зенитные орудия 20 mm/65 Breda Mod. 1935/1939/1940 и 20 mm/70 Scotti Mod. 1939/1941

### Финляндия
- противотанковое ружьё Lahti L-39
- зенитное орудие 20 ItK 40 VKT

### Польша
- Nkm wz.38 FK[англ.] крупнокалиберный пулемёт